# Dicranomyia semicuneata
Dicranomyia semicuneata là một loài ruồi trong họ Limoniidae. Chúng phân bố ở miền Australasia.